# Uthal

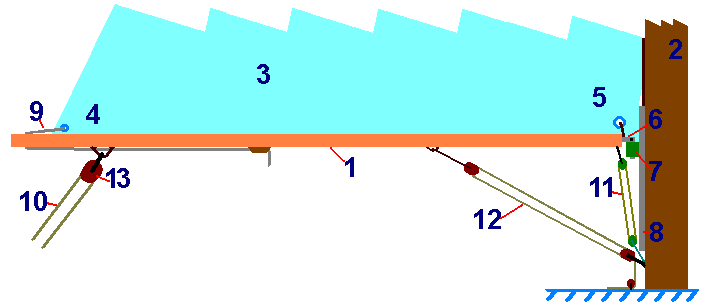
1. bom
2. mast
3. segel
4. skothorn
5. halshorn
6. cunningham
7. bombeslag
9. uthal
10. storskot
11. halstalja
12. kicktalja
13. block

Uthal är en mekanism på ett segel som gör det möjligt att reglera seglets form utmed bommen, och nedre delen av seglet. Ett löst uthal används i skvalpig sjö och lite vind. Ett sträckt uthal används i mycket vind och/eller platt vatten.